# Gargara triangulata
Gargara triangulata är en insektsart som beskrevs av William D. Funkhouser. Gargara triangulata ingår i släktet Gargara och familjen hornstritar. Inga underarter finns listade i Catalogue of Life.